# Veronika (TV-serie)
Veronika är en svensk TV-serie som ursprungligen skulle ha premiär på strömningstjänsten Viaplay under 2023. Serien förvärvades av Sky Showtime och har premiär 24 mars 2024. Serien beskrivs som en psykologisk thriller. Veronika är skapad Katja Juras och Anna Lindblom som också skrivit manus. Den regisseras av Jonas Alexander Arnby. Första säsongen består av åtta avsnitt.
Serien har blivit förnyad med en andra säsong som har premiär någon gång under 2025.

## Handling
Serien handlar om Veronika Gren (Alexandra Rapaport), som är en hårt arbetande polis med två barn. Hon gör sitt bästa för att undvika sociala sammanhang, och har ett tablettmissbruk som hon hållit hemligt. När hon på en sjukhusparkering ser en död pojke (Sam Herrgård) tror hon det rör sig om en hallucination. Men fler döda dyker upp och Veronika inser att de är offer för brott som inte kunnat lösas. Lösningen ligger i hennes eget förflutna och mördaren kan slå till igen.

## Rollista (i urval)
- Alexandra Rapaport – Veronika Gren[2]
- Tobias Santelmann - Tomas
- Sarah Rhodin – Liv
- Arvin Kananian - Nassir
- Anders Mossling - Göran
- Baxter Renman - Petter
- Per Graffman - Martin
- Sam Herrgård - Oskar
- Sanna Ekman - Marie
- Eddie Eriksson Dominguez - Simon
- Emelie Garbers - Katrin
- Molly Persson - Molly
- Hannes Meidal - Niklas
- Ralf Beck - Klas
- Arvid Sand - Love

### Säsong 1
Handlingen kretsar kring en polis med missbruksproblem somifrågasätter sitt eget förstånd när hon ser en död pojke vars uppenbarelse kommer att vara avgörande för att utreda olösta brott.
| Nr i serien | Nr i säsongen | Handling | Premiär |
| ----------- | ------------- | --- | ------- |
| 01          | 101           | Veronika kämpar med mardrömmar och ett tablettmissbruk när hon plötsligt ser syner i form av en död pojke.                                                  |         |
| 02          | 102           | Veronika hittar en kropp i skogen och börjar arbeta på en ny utredning, men hennes mardrömmar blir allt värre och det tär allt hårdare på hennes äktenskap. |         |
| 03          | 103           | Veronika börjar tappa kontrollen när hon inser att flickan som hittats i skogen är från hennes mardrömmar.                                                  |         |
| 04          | 104           | När utredningen intensifieras och en misstänkt hittas provar Veronika hypnos för att försöka förstå sina syner.                                             |         |
| 05          | 105           | Veronika är fast besluten att ta reda på sanningen om sig själv. Under tiden är en mördare fortfarande på fri fot.                                          |         |
| 06          | 106           | Veronika startar en hemlig utredning för att bevisa hur alla fallen är sammankopplade, men behöver försöka få någon att tro på henne.                       |         |
| 07          | 107           | Veronika hittar den pusselbit som saknas för att bli trodd, men sanningen kan kosta henne hennes äktenskap.                                                 |         |
| 08          | 108           | Tiden håller på att rinna ut för att koppla samman allt och avslöja sanningen innan det är för sent och mördaren slår till igen.                            |         |

## Distribution
Veronika distribueras på Sky Showtime i Albanien, Andorra, Bosnien och Hercegovina, Bulgarien, Kroatien, Tjeckien, Danmark, Finland, Ungern, Kosovo, Montenegro, Nederländerna, Nordmakedonien, Norge, Polen, Portugal, Rumänien, Serbien, Slovakien, Slovenien, Spanien och Sverige.